# Karksi-Nuia
Karksi-Nuia (Duits: Nuija) is een stad in de provincie Viljandimaa in het zuiden van Estland. De stad maakt deel uit van de gemeente Mulgi en telt 1436 inwoners (2024).
Karksi-Nuia heette tot in 1987 Nuia. De plaats kreeg pas in 1993 stadsrechten. Tot in 1999 was Karksi-Nuia een aparte stadsgemeente; in dat jaar fuseerde de stad met de gemeente Karksi, waarvan het de hoofdplaats werd. In oktober 2017 ging de gemeente Karksi op haar beurt op in de fusiegemeente Mulgi.
Karksi-Nuia ligt aan de rivier Halliste. De Halliste stroomt door een meer dat op het grondgebied van de stad ligt: het stuwmeer Karksi paisjärv (22,7 ha).
Karksi-Nuia heeft een monument voor de schrijver August Kitzberg (1855-1927), die in het naburige Pöögle woonde. De middelbare school in de stad draagt zijn naam: August Kitzbergi nimeline Gümnaasium.

## Geschiedenis

### De burcht
Een plaats Karksi werd in 1248 genoemd als bestuurscentrum binnen de staat van de Lijflandse Orde van een gebied dat de latere gemeenten Karksi, Halliste, Paistu en Saarde omvatte. Op de resten van een Estische burcht werd een nieuwe burcht (Estisch: Karksi loss) gebouwd, eerst in hout, later, in de 14e eeuw, in steen. Tijdens de oorlogen die de Orde met de Litouwers voerde, werd de burcht drie maal vernield. Na 1366 werd de burcht een tijdlang met rust gelaten. Tussen 1573 en 1578 was ze de residentie van Magnus van Lijfland.
Tijdens de Lijflandse Oorlog en de Russisch-Zweedse Oorlog (1656-1658) was de burcht afwisselend in handen van Polen, Zweden en Russen. Tijdens deze oorlogen werd de nederzetting rond de burcht grotendeels ontvolkt; alleen een kleine kern bleef over. De burcht werd uiteindelijk definitief vernield in 1708 tijdens de Grote Noordse Oorlog.

### Het landgoed
In 1747 gaf de Russische keizerin Elisabeth een stuk grond bij Karksi aan Georg von Lieven. Dat werd het landgoed van Karksi (Estisch: Karksi mõis). In 1795 werd Johann von Weidemeyer de eigenaar. Tussen 1800 en de onteigening door het onafhankelijk geworden Estland in 1919 was het landgoed in handen van de familie von Dunten.
Het landhuis en een paar bijgebouwen zijn bewaard gebleven. Ze liggen sinds 1977 op het grondgebied van het dorp Karksi, dat ten noordoosten van Karksi-Nuia ligt.

### De kerken
De lutherse kerk van Sint-Petrus is gebouwd in de jaren 1773-1778 en verving toen een eerdere houten kerk. Bij de bouw werd gebruikgemaakt van de fundamenten van de burcht. Omdat de kerk gebouwd is op slappe grond, begon de vierkante toren al spoedig te hellen. Bij de restauratie van de kerk in 1995 is de toren van de kerk gestabiliseerd; deze staat nu blijvend 205 centimeter uit het lood. Het altaar van de kerk dateert van rond 1770. Het orgel dateert uit 1848 en is gebouwd door Ernst Carl Kessler.
In 1868 kwam de orthodoxe Kerk van de Heilige Aleksis (Estisch: Püha Aleksei kirik) gereed. De architect was Apollon Edelson. De kerk is gebouwd in kalksteen en heeft twee torens, aan de voorzijde en in het midden. De kerk behoort tot de Estische Apostolisch-Orthodoxe Kerk.

### De stad
Nuia ontwikkelde zich oorspronkelijk los van Karksi, dat bestond uit het centrum van het landgoed Karksi, de restanten van de burcht en de beide kerken. Nuia werd voor het eerst genoemd in 1795 onder de naam Nuja en was toen een herberg. Rond de herberg ontstond een nederzetting, die in 1922 de status van vlek (Estisch: alevik) kreeg en in 1945 die van kleine stad (Estisch: alev). In 1977 werd het dorp Karksi afgesplitst van het deel van Karksi waar de restanten van de burcht en de kerken lagen. In 1987 werd dat laatste deel bij Nuia gevoegd, dat vanaf dat moment Karksi-Nuia heette en in 1993 stadsrechten kreeg.

## Foto's

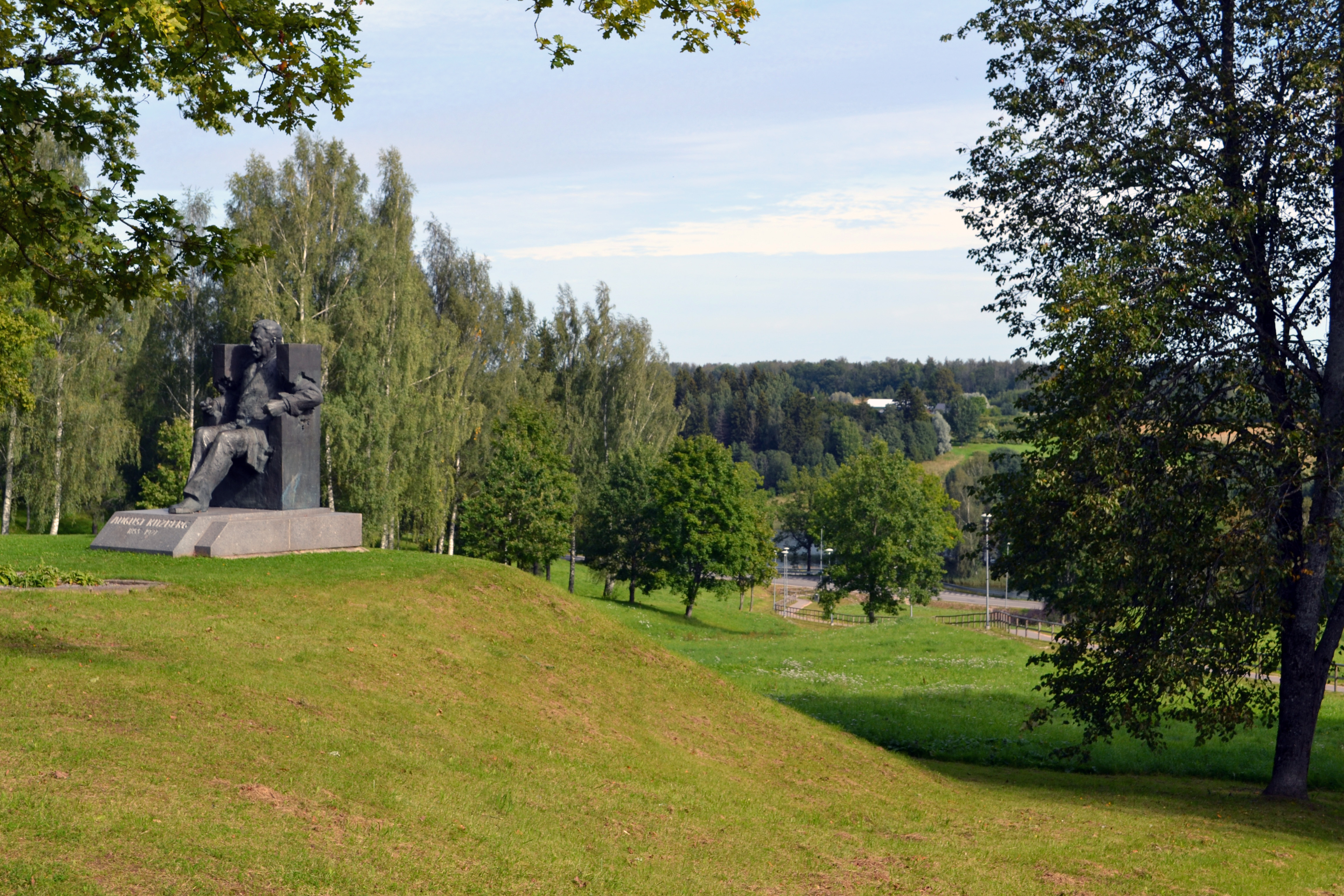
Monument voor August Kitzberg
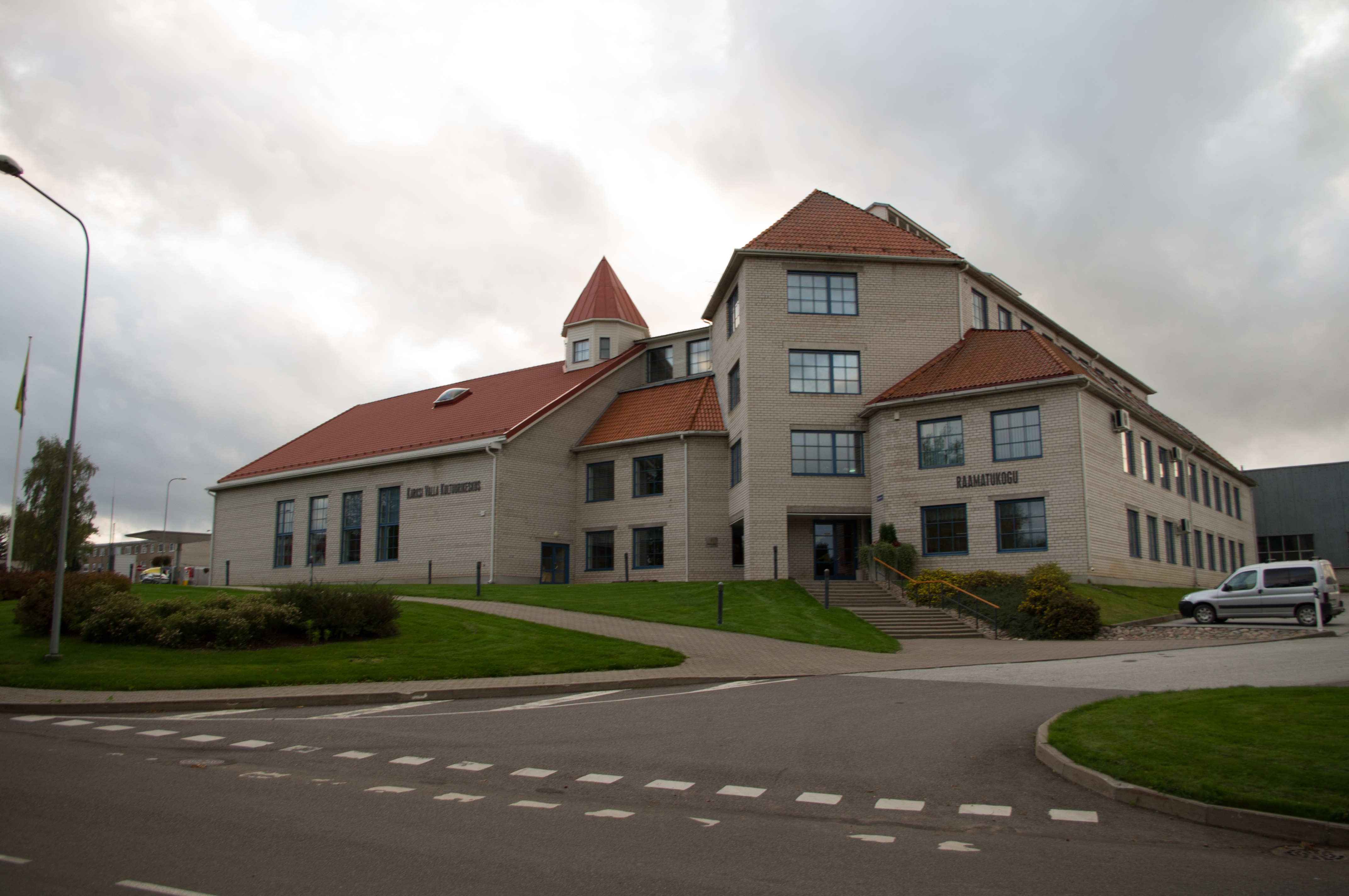
Cultuurcentrum
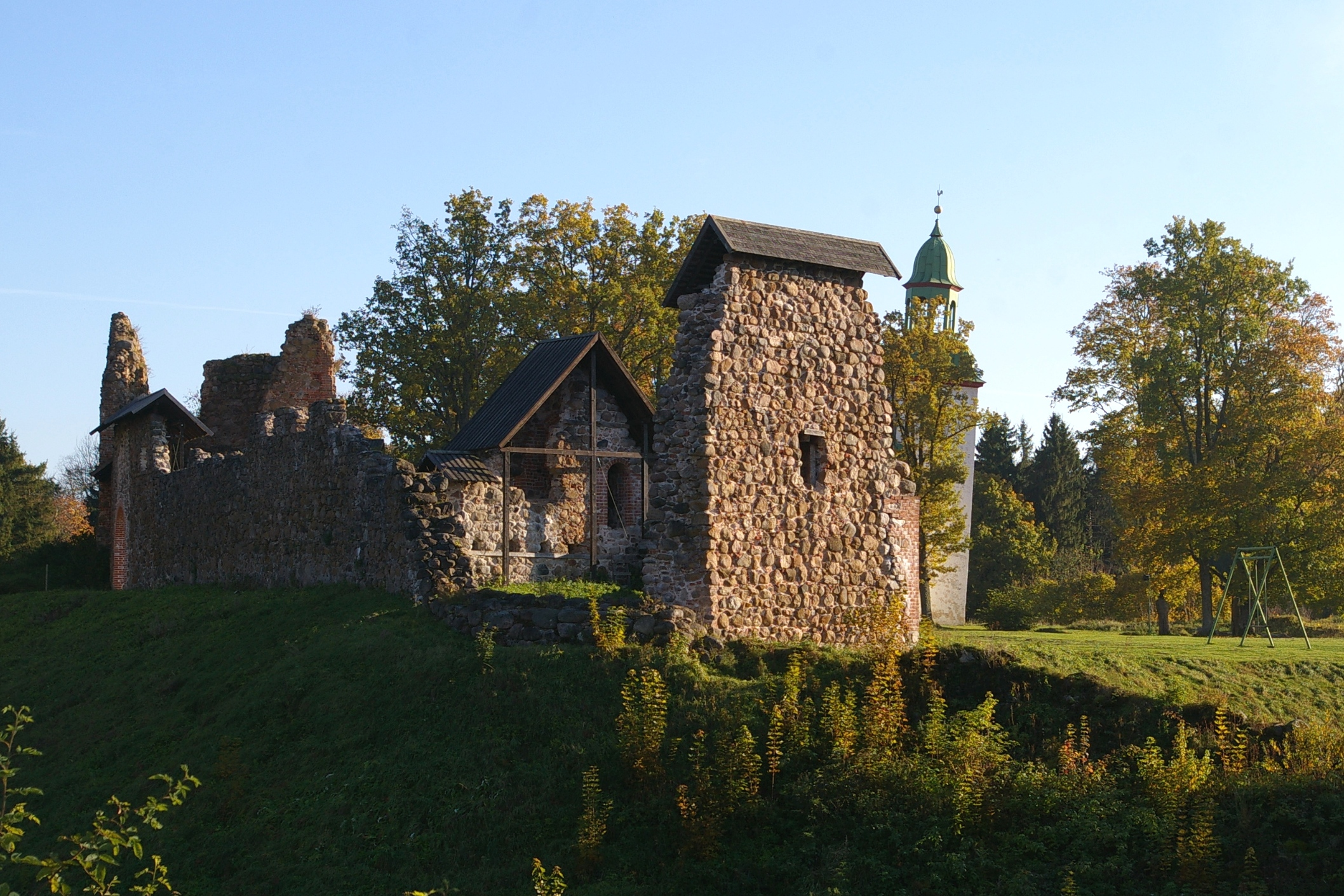
Resten van de burcht met de lutherse kerk
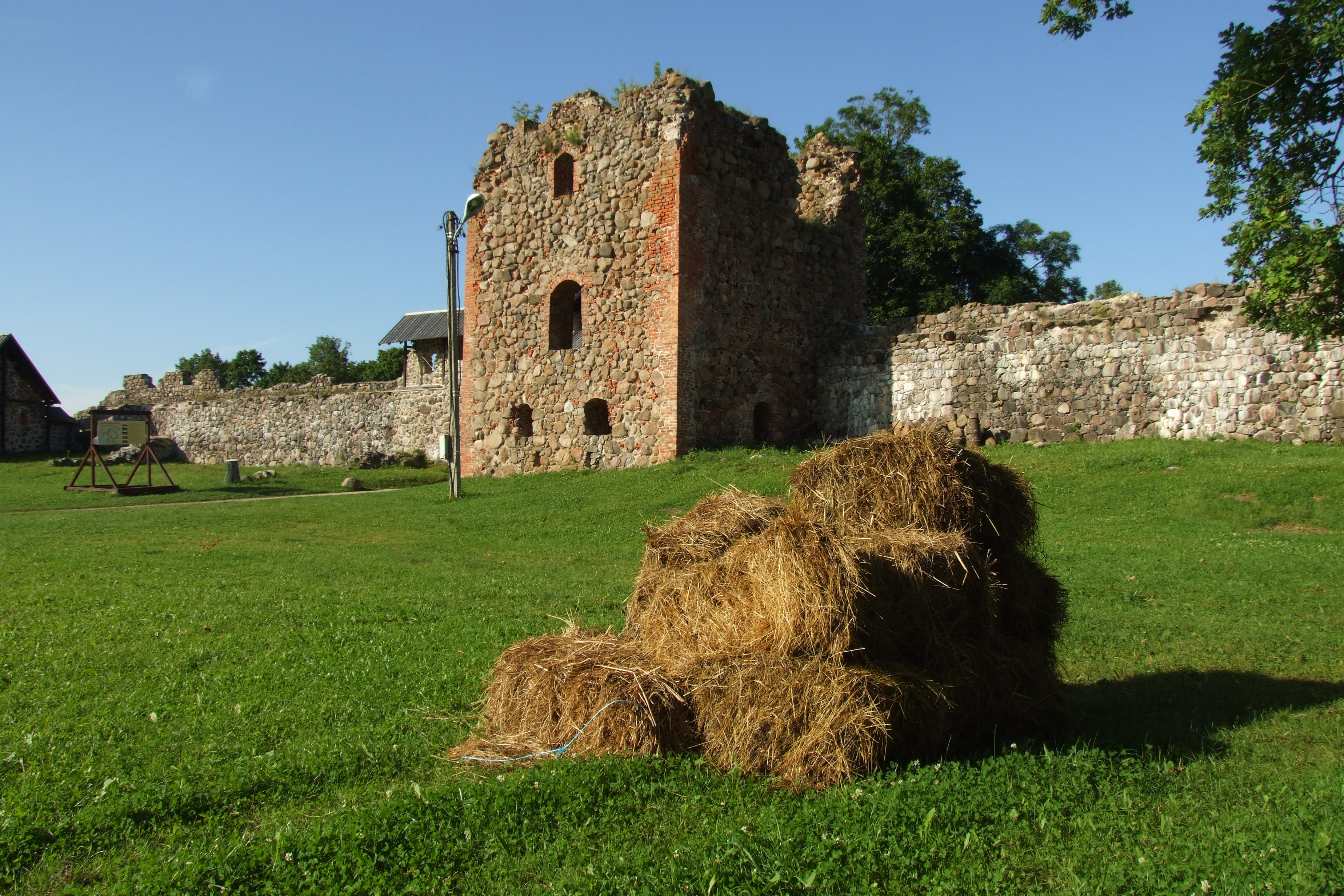
Resten van de muur rond de burcht
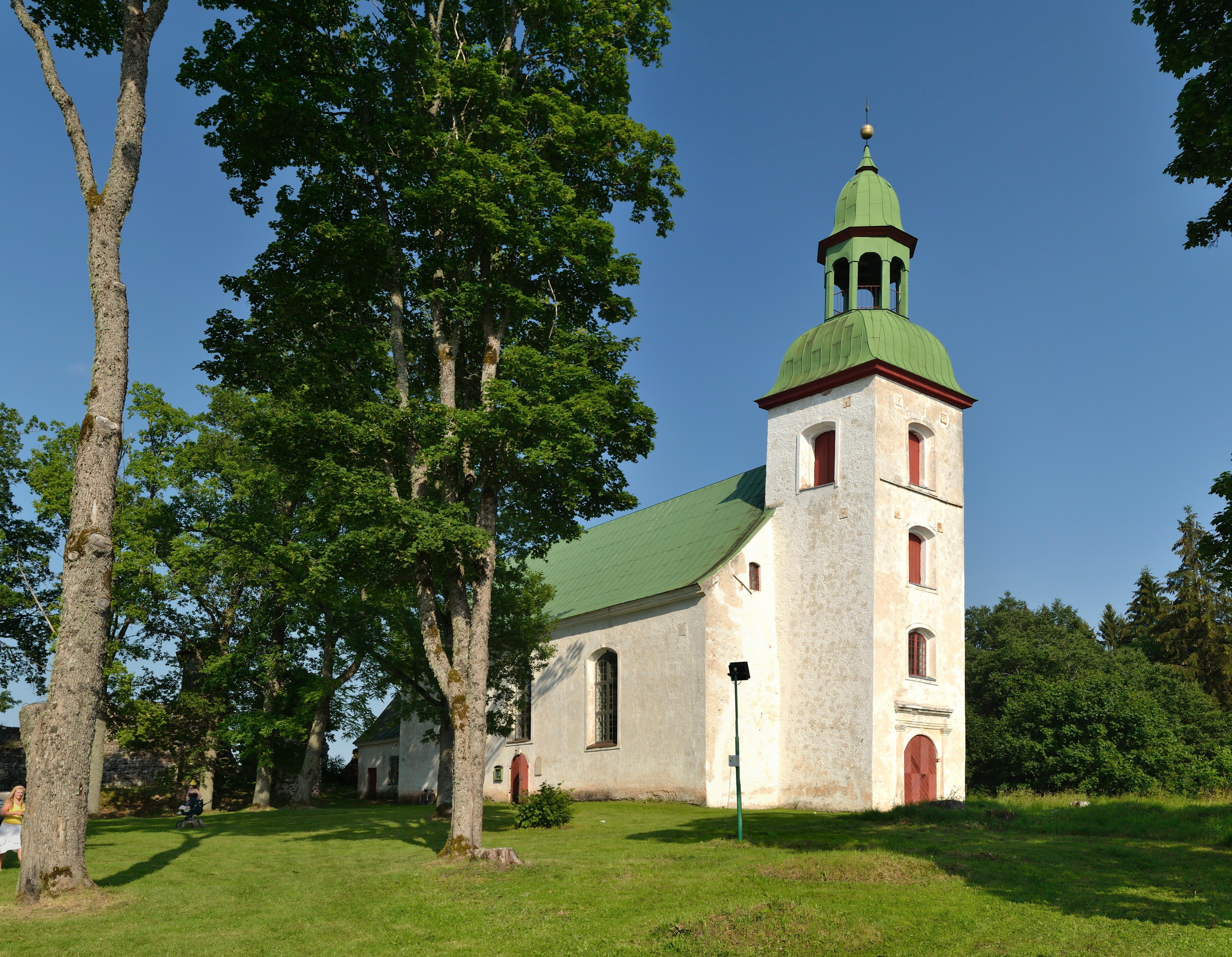
Lutherse kerk
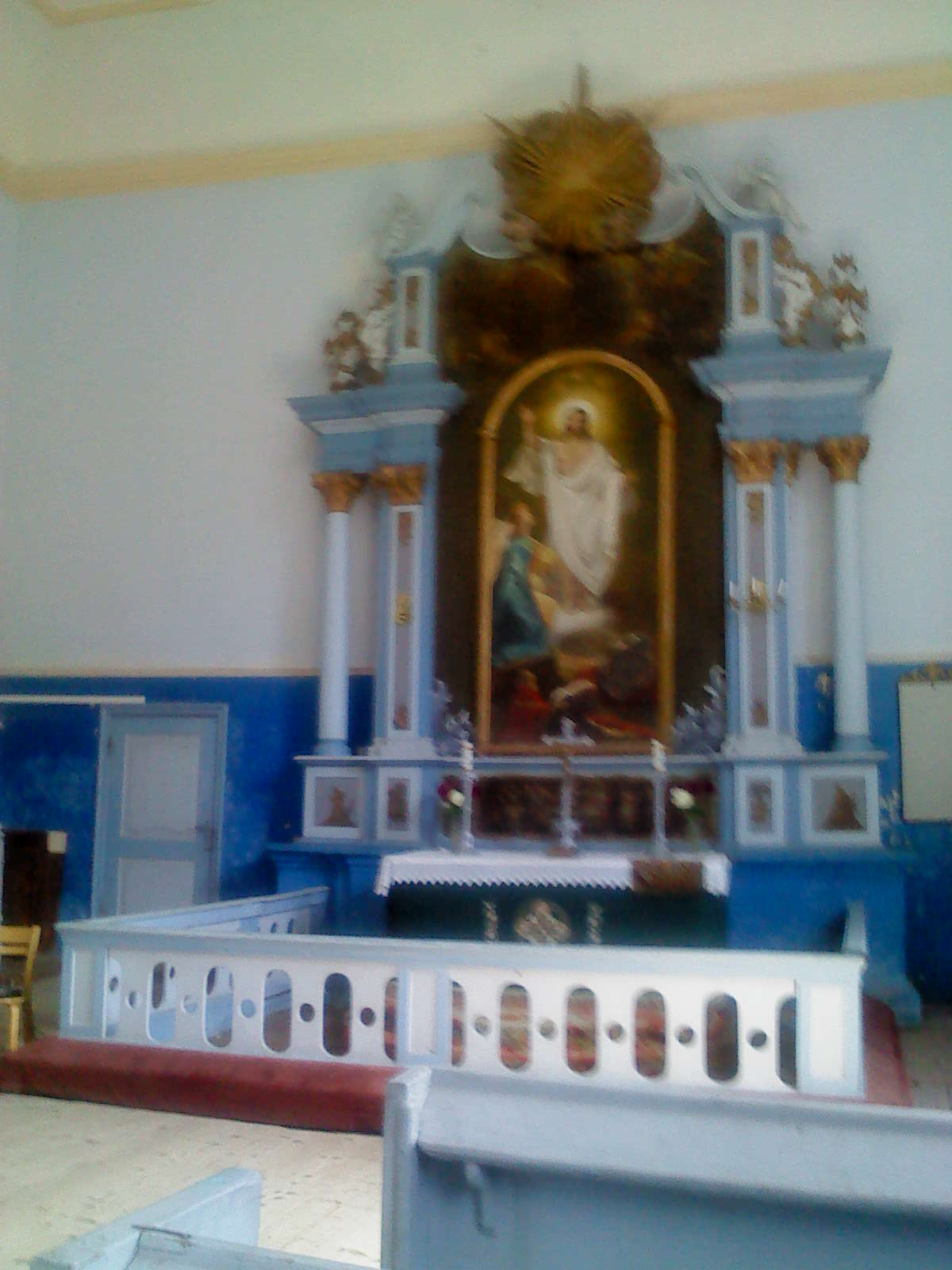
Interieur van de lutherse kerk
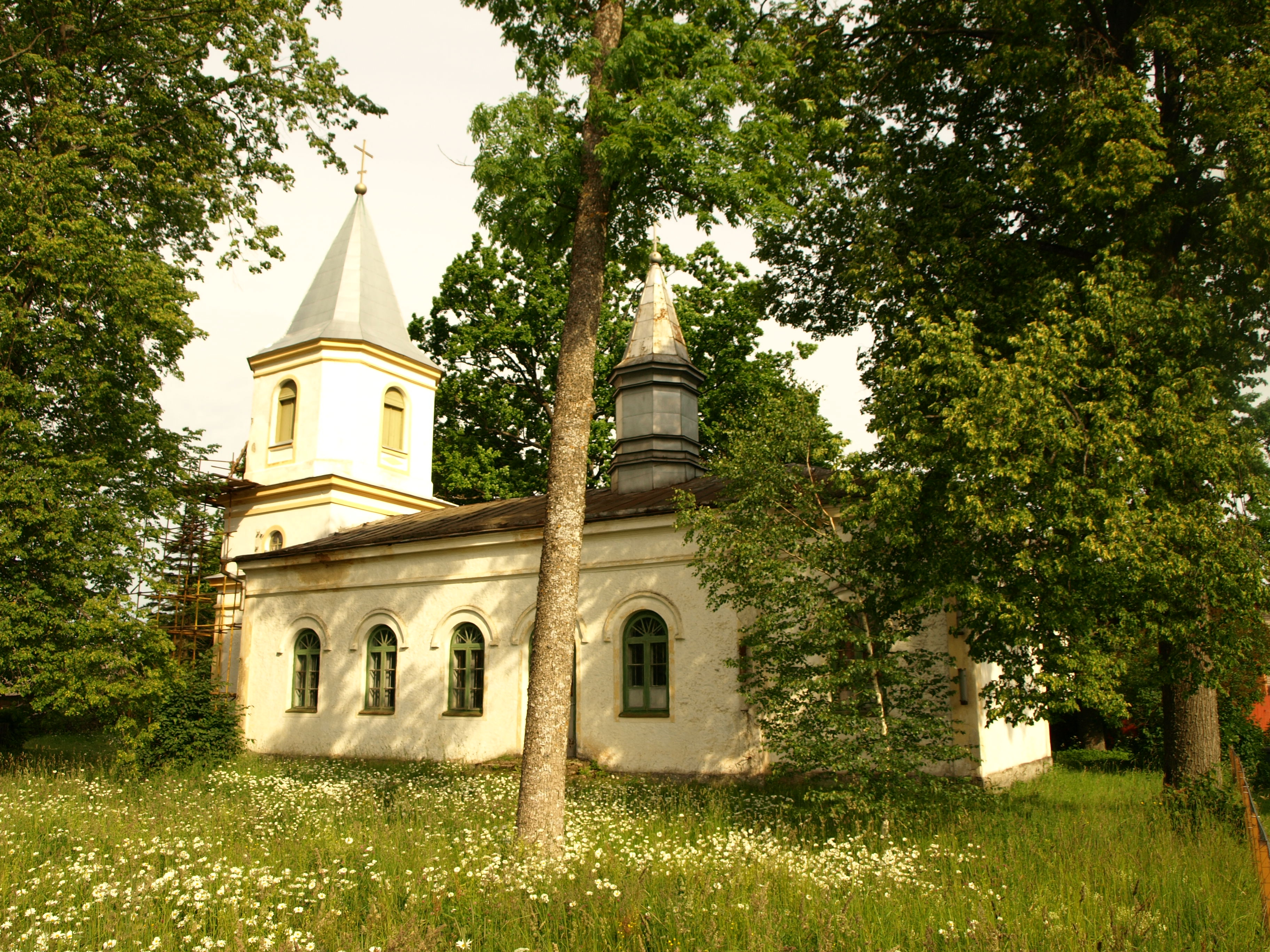
Orthodoxe kerk
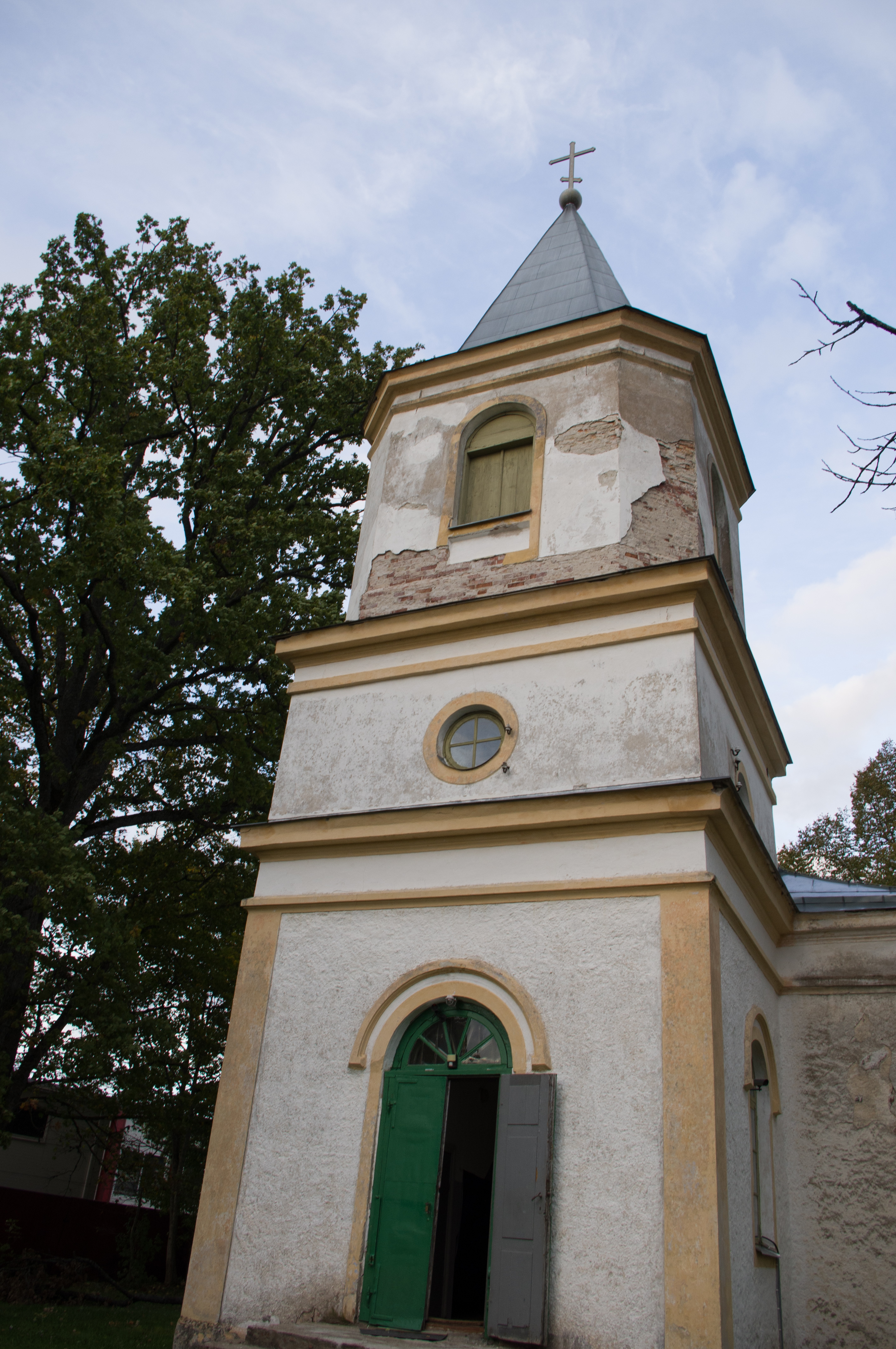
Toren van de orthodoxe kerk
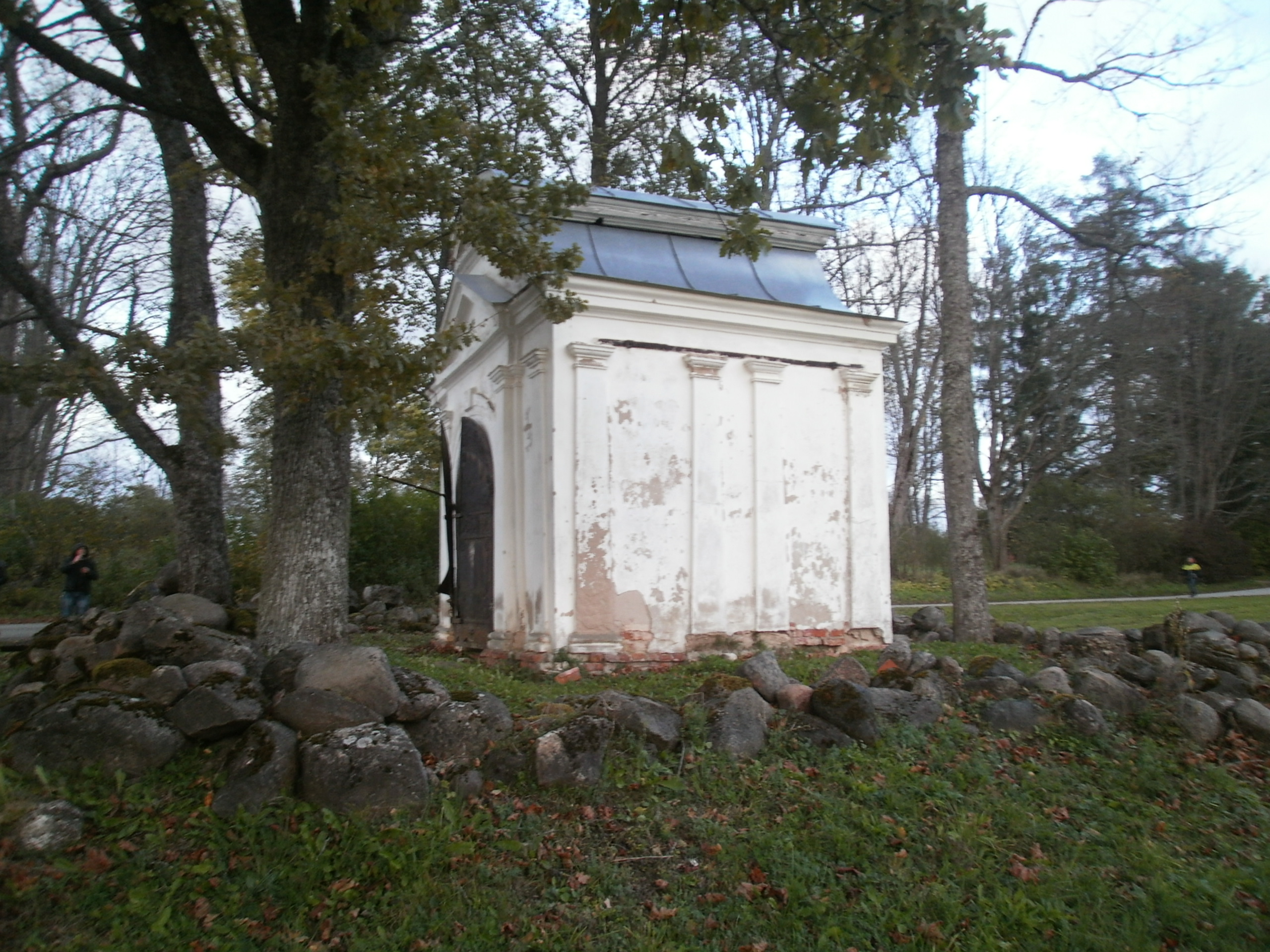
Kapel op de begraafplaats